# Ricard Sala i Olivella

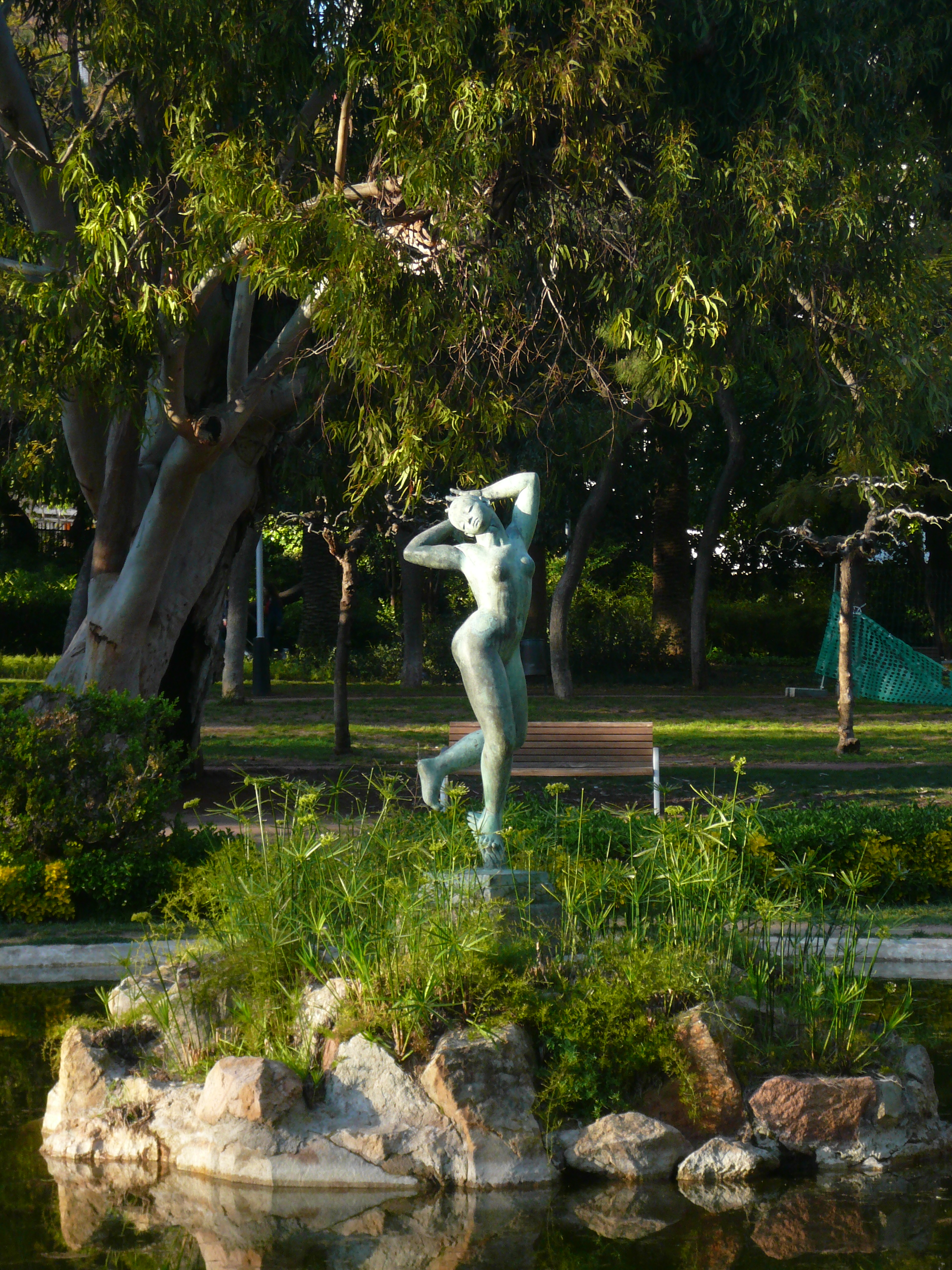
Dríadre, escultura en els jardins de Vil·la Amèlia (Barcelona)

Ricard Sala i Olivella (Barcelona 1927 - Barcelona, 2009). Va ser escultor i catedràtic de l'Escola de Belles Arts de Sant Jordi de Barcelona, on va exercir el càrrec de director des de 1971 a 1975. El 1977 és nomenat acadèmic corresponent de la Real Academia de Bellas Artes de Santa Isabel de Hungría, de Sevilla.
A catorze anys va entrar com a aprenent al taller de l'escultor Antoni Sagarra Colomer on va romandre quatre anys; durant aquest temps també va rebre les ensenyances de l'escultor Llorenç Cairó. Va acudir les classes d'arts i oficis de Barcelona, i després va ingressar a l'Escola de Belles Arts de Sant Jordi, on exercien com a catedràtics els escultors Enric Monjo, Vicenç Navarro Romero, Frederic Marès i els germans Llucià Oslé i Miquel Oslé. En finalitzar aquests estudis li fou concedida una beca de la Fundació Amigó Cuyàs per a un viatge a París.

## Obra
Des de la seva primera exposició individual realitzada a Barcelona el 1963, va participar en altres moltes, tant individuals com col·lectives, per diverses ciutats espanyoles, però sobretot a Barcelona. Les seves obres de nu es classifiquen inspirades en el noucentisme català i sempre ha respectat el classicisme a la seva elaboració. Ha practicat diversos temes escultòrics des de les maternitats al retrat, com ara encàrrecs públics per a edificis o parcs.

### Premis
- 1951: Obté la seva primera menció d'Honor en escultura, en el concurs Premis Sant Jordi de la Diputació de Barcelona.
- 1954: Se li concedeix el segon premi d'escultura en els Concursos dels Festivals Wagnerians de l'Ajuntament de Barcelona.
- 1957: És premiat amb la tercera medalla d'escultura a l'Exposició Nacional de Belles Arts (Madrid).
- 1958: Premiat a l'Exposició Iberoamericana de Numismàtica i Medallística.
- 1960: És premiat amb la Segona Medalla d'Escultura a l'Exposició Nacional de Belles Arts. És premiat cinc vegades a l'Exposició Nacional de la Tardor de la Real Academia de Santa Isabel de Hungría de Sevilla (1959, 1964, 1965, 1969 i 1971). El 1965 se li concedeix el Premi d'honor d'escultura i medalla d'or del mencionat certamen.
- 1968: Se li concedeix el Premi Ciutat de Barcelona d'Escultura.
- 1969: És premiat a la II Biennal Internacional de l'Esport en les Belles Arts (Madrid).

### Museus i centres oficials
- Museu Numismàtic de Barcelona
- Museu Abelló de Mollet del Vallès
- Museu d'Art Contemporani de Madrid
- Museu Nacional d'Escultura de Valladolid
- Ajuntament de Sevilla
- Cabildo Insular de Las Palmas de Gran Canaria
- Conselleria de Presidència de la Junta de Comunitats de Castella-la Manxa
- Diputació de Barcelona